# Zeuxis
Zeuxis var en målare i Antikens Grekland som var född i Herakleia i Magna Graecia och verksam omkring 400 f.Kr. Han var en av de målare som sökte ge verklighetsillusion åt sina bilder.
Han utbildade sig i Aten under Apollodoros, som grundlade det egentliga måleriet i Grekland, och skall sedan ha slagit sig ned i Efesos. Han skildras som praktälskande och högmodig och han skänkte till sist bort sina tavlor eftersom han ansåg dem obetalbara.
Till de mest berömda målningarna hörde Zeus på tronen omgiven av de övriga gudarna, Kentaurfamilj som muntert lekande tumlar om på en äng, Helena målad för Heratemplet vid Kroton till vilken han av Krotons borgare fick rätt att välja sig modeller bland stadens vackraste jungfrur, Penelope vilken gällde som en inkarnation av ädel sedlighet och de druvor med vilka han berättas ha tävlat med Parrhasios i illusoriskt verklighetsmåleri. Dessutom målade han Eros, Marsyas och Pan, Herakles, Alkmene och Menelaos samt åtskilliga genrebilder.